# Alexandriai Hüpatia
Alexandriai Hüpatia (latinul: Hypatia, görögül: Υπατία [Hypatía]) (Alexandria, 355 körül – Alexandria, 415. március) egyiptomi hellenisztikus filozófus, matematikus és csillagász, az ókori világ kimagasló egyénisége, a történelem egyik első ismert női polihisztora, a matematikus Alexandriai Theón leánya. 
Tanulmányai után szülővárosába visszatérve a bölcsészköpenyt felvéve Plótinosz nyomdokain haladó iskola tanára, majd vezetője lett. Klasszikus művek megőrzése, kommentálása mellett csillagászati kánont is összeállított, illetve nyílt előadásokat tartott az érdeklődőknek. A hidrométer és a sík asztrolábium feltalálását ugyancsak a nevéhez kötötték, de a történelmi források csak azt erősítik meg, hogy ismerte az eszközöket és feltehetőleg értett az elkészítésükhöz. Az újplatonista filozófust erénye, tudása miatt egyaránt tisztelték pogányok és keresztények. Kortársaira rendkívül nagy hatással bírt, és jelentős befolyást gyakorolt Alexandria politikai vezetőire. Utolsó éveiben gyakran adott tanácsot a város keresztény prefektusának, Oresztésznek, aki politikai viszályba keveredett az ottani pátriárkával, Alexandriai Kürillosszal. Emiatt az a szóbeszéd kezdett el terjedni, hogy Hüpatia akadályozza a két oldal kibékülését. Kr. u. 415 márciusában a rivális keresztény csoportba tartozó szélsőségesek brutálisan megölték. Meggyilkolása részleteiről, okairól a történelmi beszámolók bizonyos pontokon eltérnek.
Életéről kevés megbízható adat maradt fenn. Születési évének régebben 370-et vélték, de az újabb kutatások szerint mintegy 15 évvel korábban születhetett. Hüpatia tanítványának, Kürénéi Szünesziosz püspök levelei – és egy rövid értekezése az asztrolábiumról – az egyetlen olyan források, amelyek a tanára halála előtt keletkeztek. Szókratész Szkholasztikosz antik keresztény 5. századi egyháztörténész írt róla Egyháztörténelem című művében, erre a könyvre vezethető vissza a legtöbb életrajzi adat. A 6. századi Ióannész Malalasz bizánci krónikaíró Világkrónika (Khronographia) munkájában röviden, míg a 7. századi Nikiûi János kopt püspök Világkrónika (Chronicle) írásában hosszabban emlékezett meg a tudósnőről. Két bizánci összeállítás – Phótiosz 9. századi Könyvtár (Bibliothéké) és a névtelen szerzővel rendelkező 10. századi Szuda-lexikon – több, Hüpatiáról szóló forrást is megőrzött.
Alakja a felvilágosodás korában rendkívül népszerű volt, hiszen az ókori műveltség és tudomány egyik megtestesítőjének tartották, élettörténetén keresztül értelmezték az egész antikvitás bukását, a tudományosság eltűnését, melynek helyét az ezer éves barbarizmus, a kereszténység által uralt „sötét" középkor vette át. Ma már ezt az előítéletes és leegyszerűsített történelemfelfogást, narratívát a tudománytörténészek elutasítják.

## Munkássága
Munkáiról a Szudából van tudomása az utókornak. Diophantosz Aritmetikájához, valamint Apollóniosz Konikájához és a matematikus, csillagász Klaudiosz Ptolemaiosz műveihez írt magyarázatokat. Matematikai kommentárok mellett asztronómiai kánont is készített tanítványainak. Miután Athénben filozófiát tanult, azt követően hazatért Alexandriába, és tanítani kezdett, nemcsak előadóteremekben, otthonában tartott előadásokat, felolvasásokat, hanem nyilvánosan magyarázta Platón, Arisztotelész és más filozófusok műveit. Különösen az újplatóni és az arisztotelészi filozófiával foglalkozott mélyebben, összhangba kívánva hozni e két filozófiai rendszert. 383-ban a Plótinosz-féle hagyományos irányzatot követő újplatonikus iskola tanára, ezt követően 400-tól a vezetője lett. Bölcsességével nagy hatással volt környezetére, tudását a legmagasabb körökben is méltányolták. Távoli vidékekről szintén látogatták iskoláját. Hüpatia eljárt a férfiak gyűléseire is, bölcsessége ott ugyancsak nagy tiszteletnek örvendett. Megismerkedett a keresztény vallással, de hű maradt a hellenizmushoz. Szünesziosz püspök „anyám, nővérem és tisztelt tanítóm”-nak szólította, és az egyiptomi prefektus, Oresztész egyaránt nagy tisztelője és barátja volt. Hüpatia jó kapcsolatokat tartott fenn más politikusokkal is.

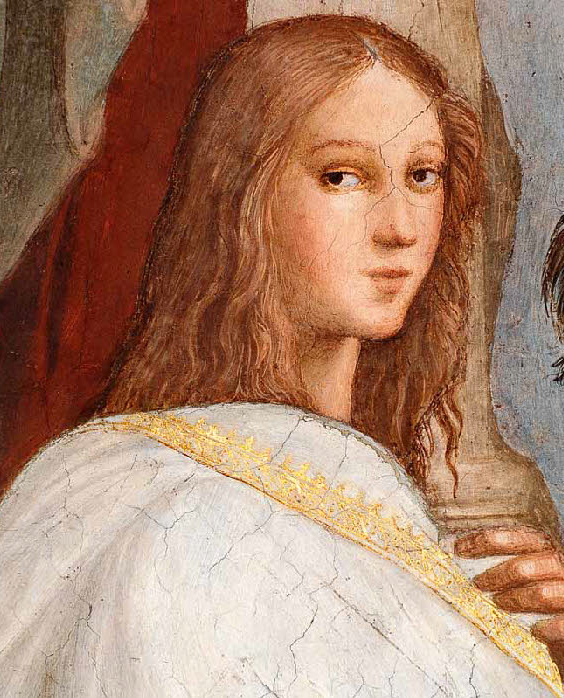
Hüpatia arcképe Raffaello Az athéni iskola című vatikáni freskóján

 A történelmi források téves értelmezésén, felnagyításán alapul az a vélekedés, hogy Hüpatia találta fel a hidrométert és az asztrolábiumot. Már előtte is használták ezeket, és egyiknél sem lehet konkrétan meghatározni a feltaláló kilétét vagy az elkészítés idejét. A hidrométer egy Arkhimédész törvényén alapuló sűrüségmérő, amely folyadékok, oldatok fajsúlyának mérésére szolgál. Korai leírása a 2. századi Remnius latin verséből származik. Hüpatia tanítványa, Szünesziosz 15. levelében arra kéri a tanárát, hogy készítsen számára egy ilyen eszközt (hidroszkópnak nevezi). Majd részletezi a felépítését, vagyis abban sem volt biztos, hogy Hüpatia egyáltalán ismeri a műszert. Abban viszont igen, hogy ennyi információ alapján is boldogul az elkészítésével. A csillagászati számításokra alkalmas asztrolábium matematikai háttere Apollóniosz és Hipparkhosz nevéhez kötődik, valamint általánosan elfogadott, hogy Hüpatia születése előtt találhatták fel. Szünesziosz egy alexandriai ezüstműves kezei közt készült sík asztrolábium kísérőjeként írta meg értekezését, amelyet Paióniosz nevű konstantinápolyi udvari embernek adott ajándékba a csillagórával együtt. Ebben leírja, saját tervezésű alkotás a tanítójától szerzett ismeretek alapján. Theón az eszközről tanulmányt készített, ami mára elveszett, de mások (Ióannész Philoponosz, Severus Sebokht) nagymértékben támaszkodtak rá. Lehetséges, hogy Hüpatia apjától kapta a tudást, amelyet aztán a diákjainak tovább adott.

## Meggyilkolása

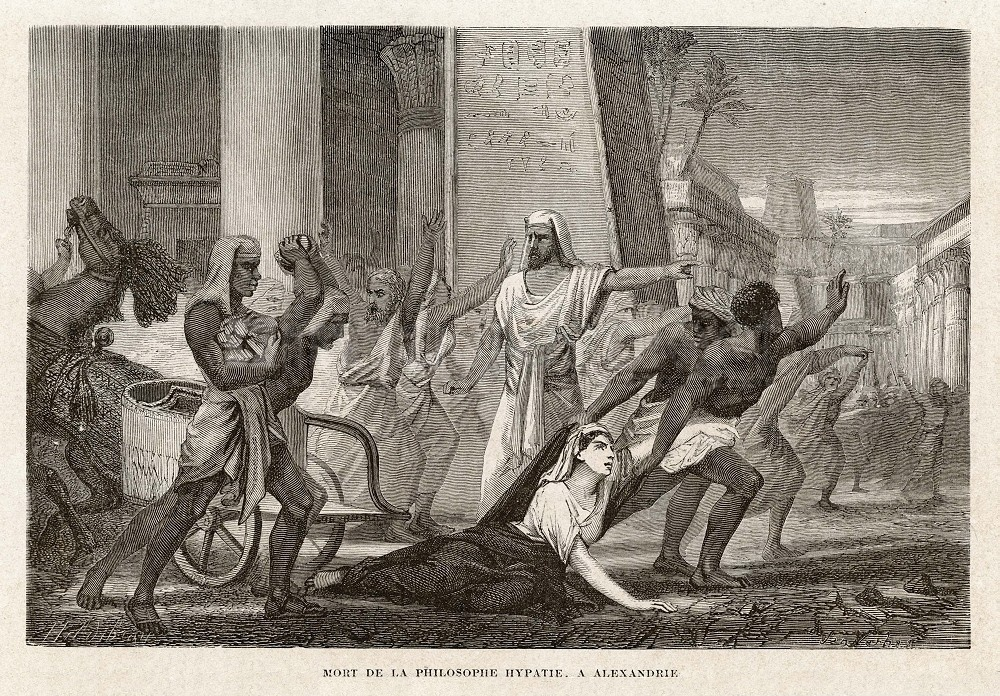
„A filozófus Hüpatia halála Alexandriában”, a francia Louis Figuier 1865-ös rajza

Hüpatia meggyilkolása 415 márciusában, Alexandriai Kürillosz püspökségének negyedik évében, a böjti időszakban történt. Szókratész Szkholasztikosz történetíró kortársként  írt az eseményről. Az Egyháztörténet elkészítése valamikor 439 körül fejeződhetett be, és több későbbi forrás is nagyban támaszkodik rá. Szókratész álláspontja szerint a filozófusnő irigységnek, befolyása miatt kitörő politikai féltékenységnek, valamint Kürillosz és a birodalmi prefektus (Oresztész) közti erőszakos konfliktus betetőzésének lett az áldozata.
14. [...] De Kürillosz és Oresztész közötti ellenségeskedés rettenetes volta nem állt meg itt. Ennek bizonyos mértékig egy másik esemény vetett véget, amely nem sokkal az imént leírtak után következett be. 15. Alexandriában élt egy nő, akit Hüpatiának hívtak. [...] Vele szemben tehát irigység támadt fel. Ugyanis az egyre gyakoribb találkozói Oresztésszel rágalmakat szított ellene a templomban a köznép körében, hogy ő volt útjában a két fél barátságának. Így néhány forrófejű ember – Péter nevű felolvasó vezetésével – összeesküdött, és megvárták a valahonnan hazafelé tartó asszonyt. Hordszékéből kiráncigálva a Cæsareum [Kaiszariosz] nevű templomba hurcolták, ahol levetkőztették és cserépdarabokkal megölték, miután darabokra tépték, a végtagjait a Kinarónnak nevezett helyre vitték, és ott elégették. Ez nagy szégyent hozott Kürilloszra és az alexandriai egyházra, mert a gyilkosságok, viaskodások és hasonló dolgok teljesen idegenek azoktól, akik Krisztus követői. [...]
A pátriárka tervezett szerepét egy későbbi forrás veti fel, a történések után évtizedekkel születő Damaszkiosz újplatonista filozófus köti közvetlenül Kürilloszhoz a gyilkosságot, indítékául az irigységet megjelölve. Illetve ebben jelenik meg elsőként a csőcselék, tömeg képe.
Egyszer történt, hogy az ellenérdekelt oldal püspöke, Kürillosz megállt Hüpatia háza előtt, ahol tolakodást látott az ajtóknál, emberek és lovak keveredtek, néhányan bementek, páran kijöttek, míg mások csak álltak. Amikor megkérdezte, miért van ott a sokadalom, és ki miatt van ekkora lárma, a kísérők azt mondták neki, hogy ez az otthona a filozófus Hüpatiának, aki éppen látogatókat fogad. Mikor Kürillosz ezt meghallotta, annyira elfogta az irigység, hogy azonnal az asszony meggyilkolását kezdte el tervezgetni, mégpedig minden gyilkosság legszörnyűbbikét. Midőn ugyanis Hüpatia a tőle megszokott módon kilépett a házából, bestiális emberek nagy tömege – melynek gonosz tagjai nem ismerték sem az istenek igazságosságát, sem az emberek haragját – megölte a filozófust, ezzel a legnagyobb tisztátalanságot és szégyenfoltot mérve hazánkra. Még a császár is felháborodott [és a bűnösök megfizettek volna],  ha Aidesziosz nem fogad el kenőpénzeket. Eltekintett a mészárosok megbüntetésétől [...]
Nikiûi János Világkrónikája a 7. század második felében, Hüpatia halál után több mint kétszáz évvel keletkezett. Hiányosan és fordításokon keresztül maradt reánk. Ez az első nyíltan ellenséges elbeszélés Hüpatiával kapcsolatban. Érezhetően épít Szókratész szövegére, de egyes részeket kifordítva; például míg az egyháztörténésznél pozitívan szerepel, hogy a tudósnőt páratlan erénye miatt tisztelték és mindenkit elbűvölt, addig a kopt püspöknél már a környezetét megbűvölő varázslónő. Nikiûinak elsődleges célja vélhetően Kürillosz szerepének eddigi negatív ábrázolásának ellensúlyozása lehetett, de a kopt hagyományból ugyancsak meríthetett. A barátságtalan emlékezet Hüpatia felé nem lenne meglepő, hiszen Kürillosz kopt pátriárka volt.
87. Azokban az időkben Alexandriában megjelent egy Hüpatia nevű filozófusnő és pogány, aki minden idejét a mágiának, az asztrolábiumnak és a hangszereknek szentelte, és sokakat félrevezetett sátáni fortélyaival. 88. A város kormányzója rendkívül tisztelte, mert a varázslataival megbabonázta őt. És nem járt többé templomba, ahogy azt szokása szerint tette. De egyszer mégis elment veszélyes körülmények közepette. S nemcsak ezt tette, hanem sok hívőt vonzott a nőhöz és maga fogadta a hitetleneket a házában. [...] 100. Ezután az Istenben hívők sokasága élén Péter, az elöljáró – ez a Péter minden tekintetben tökéletesen hitt Jézus Krisztusban – vezetésével elindultak, hogy megkeressék a pogány asszonyt, aki bűbájával hipnotizálta a város lakosságát és a prefektust. 101. Amikor megtudták a tartózkodási helyét, elmentek érte, és (magas) széken találták; miután leszállították, addig hurcolták, amíg a Caesarion néven illetett nagy templomba nem vitték. Ez pedig a böjt napjaiban történt. 102. Letépték a ruháját, és végigvonszolták a város utcáin, míg meg nem halt. Majd a Kinarón nevű helyen a testét tűzre vetették. 103. Erre az egész nép körülvette Kürillosz pátriárkát, és »az új Theophilosznak« nevezte el; mert elpusztította a bálványimádás utolsó maradványait is a városban.
A 6. századi Milétoszi Hészükhiosz beszámolójában Hüpatia maradványait szétszórták város szerte. Azzal zárja, hogy „egyesek Kürilloszt, mások az alexandriaiak ösztönös pimaszságát és lobbanékonyságát hibáztatták. Hiszen ugyanezt tették sok saját püspökükkel  – vegyük például [Kappadókiai] Györgyöt és Proterioszt.” Hészükhiosz itt arra utal, hogy a késő ókori Alexandria kifejezetten hírhedt volt az utcai erőszakról és vérontásról.
Hogy egészen pontosan miként történt és valójában ki mennyire szította az ellentéteket, azt nem lehet minden kétséget kizáróan megállapítani, de valószínűleg a város két keresztény frakciójának (császári vs. egyházi) politikai küzdelmeibe és hatalmi harcaiba történő belekeveredése okozta Hüpatia vesztét. De más tényezők is közrejátszhattak a tragédia ilyetén való alakulásában.

## Utóélete a művészetekben, a tudományban

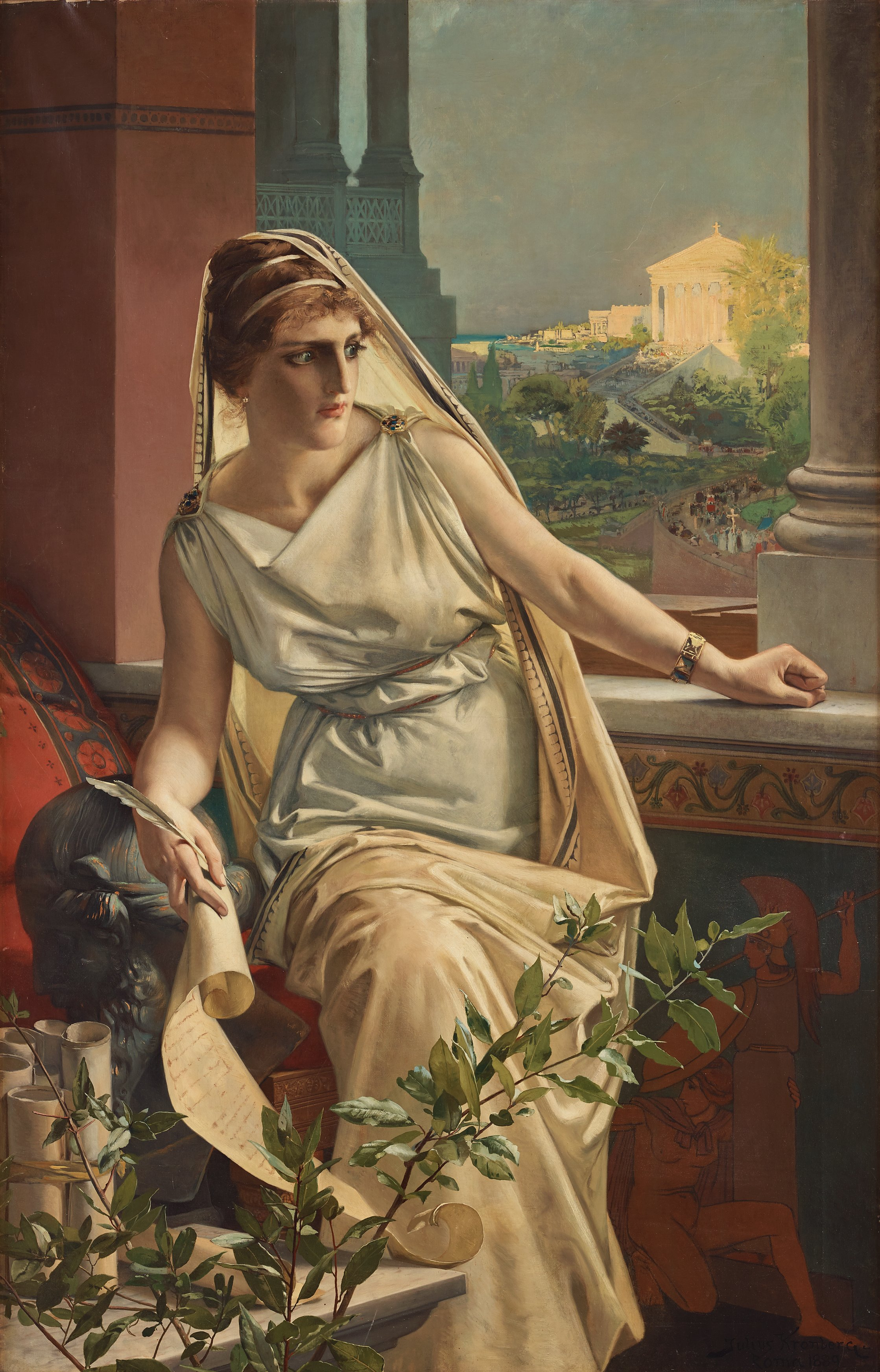
Julius Kronberg olajfestménye (Hypatia, 1889)

Hüpatia alakja, közvetlen források híján, eredendően legendás, ám a felvilágosodást követően szimbólikus lett. Briliáns elméje mellett csodálták rendkívüli szépségét, báját, kedvességét, már ókori tanítványai rajongtak érte, sőt volt, akit annyira elbűvölt, hogy szerelmes lett belé.
A róla kialakult képet tovább erősítette a 18–19. században róla megjelent számtalan romantikus mű, amely a szép és okos nő harcát szimbolizálta a férfiak domináns társadalmával szemben.

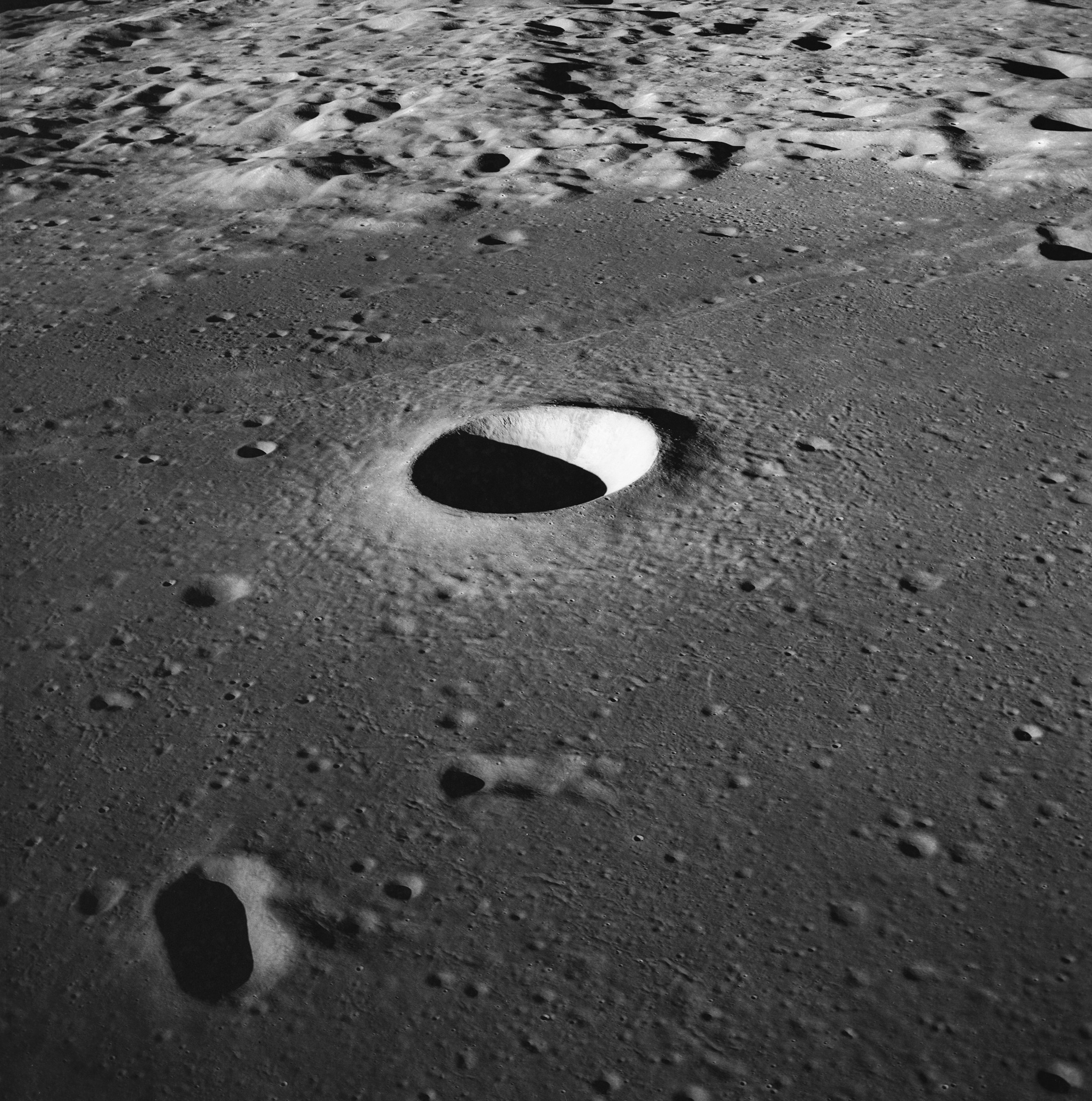
Hüpatia rimae („rianás”) a Moltke-kráter mögött (az Apollo 10 fényképe)

- Nevét őrzi a Hold egyik krátere, amelynek nagysága: 41x28 km, 1400 m mély, a Hold egyenlítőjétől délre: 4,3 fokon és nyugati hosszúság: 22,6 fokon található. A közelében vannak apjáról, Theónról, valamint Kürilloszról és Theophiloszról elnevezett kráterek is.
- A Holdon a Hüpatia krátertől északra, a Mare Tranquillitatison az egyenlítőtől délre 1 fokkal található a Hüpatia Rimae (rianás), mely 180 km hosszú.
- Róla neveztek el egy 1884. július 1-jén Viktor Knorre által felfedezett 238 Hypatia aszteroidát.[21]
- Nevét viseli több tudóstársaság.
- Életéről több regényes életrajz, dráma és vers is készült.
  - Leconte de Lisle: Hypatie (1847, 1874) (két féle vers) / Hypatie et Cyrille (1857) (dráma)
  - Charles Kingsley: Hypatia, or New Foes with an Old Face (1853) (regény)[* 5]
  - Kálmán Mária: Hypatia – Dráma 2 részben (1974)[22]
  - Brian Trent: Remembering Hypatia – A Novel of Ancient Egypt (2005) (regény)
  - Charlotte Kramer: Holy Murder – The Death of Hypatia of Alexandria (2006) (regény)
  - Ki Longfellow: Flow Down Like Silver (2009) (regény)
- Ábrázolások; elképzelt rajzok, festmények róla:
  - Legelterjedtebb arcképe, a Jules Maurice Gaspard elképzelése szerinti rajz (1908-ból) Elbert Hubbard által írt fiktív életrajzban[23] jelent meg, ezt az ábrázolást használják a legtöbb helyen.
  - Hüpatia arcképét Raffaello Sanzio is megfestette Az athéni iskola című vatikáni freskóján, amely 1509 és 1511 között készült. A kép a különböző korokban élt híres filozófusokat, matematikusokat, csillagászokat ábrázolja; Platónt, Arisztotelészt, Eukleidészt, Ptolemaioszt; Platónban sokan Leonardo da Vinci portréját vélik felfedezni, míg Diogenészben Michelangelót festette meg. A háttérben Hüpatia elképzelt portréja látható.
  - Charles William Mitchell festményén Hüpatiát meggyilkolása előtti pillanatban ábrázolta, amint a Cesarium nevű templomban áldozatul esik a csőcseléknek (1885, Laing Art Gallery, Newcastle upon Tyne).
- 1986 óta jelenik meg az USA-ban "Hypatia: A Journal of Feminist Philosophy" címmel[24] feminista filozófiai folyóirat. A szerkesztőség 2008. július 1. óta a Washingtoni Egyetemen működik. A szerkesztők Alison Wylie (University of Washington) és Lori Gruen (Wesleyan Egyetem), az olvasószerkesztő Sharyn Clough (Oregon State University).
- Az Adobe "Hypatia Sans Pro" néven betűcsaládot nevezett el tiszteletére.
- 2009-ben Agora címmel filmet készítettek életéből Rachel Weisz főszereplésével, rendezője Alejandro Amenábar.[25][26] Az alkotás több fikciós elemet is tartalmaz.[9] Nincs tudomásunk arról, hogy Hüpatia érdemben foglalkozott a heliocentrikus világképpel, és hogy Kepler előtt rájött volna a bolygók ellipszis alakú pályákon való keringésére. Amit tudunk róla (platonista és apja segítője Ptolemaiosz Almagesztjéhez) inkább arra mutat, hogy a hellén filozófusok, csillagászok nagy többségéhez hasonlóan geocentrista lehetett.
- Az NBC A Jó Hely c. sorozatában Lisa Kudrow alakítja (4. évad, 12. rész: Patty).[27]

### Tényirodalom
- Booth, Charlotte. Hypatia – Mathematician, Philosopher, Myth (angol nyelven). London: Fonthill Media (2017). ISBN 978-1-78155-546-0
- Cameron, Alan. „Isidore of Miletus and Hypatia: On the Editing of Mathematical Texts” (angol nyelven). Greek, Roman and Byzantine Studies, Vol. 31 (1): 103–127. o. (1990)
- Cameron, Alan. Hypatia: Life, Death, and Works, Wandering Poets and Other Essays on Late Greek Literature and Philosophy (angol nyelven). New York: Oxford University Press USA, 185–204. o. (2016). ISBN 978-0-19-026894-7
- Deakin, Michael A. B.. Hypatia of Alexandria – Mathematician and Martyr (angol nyelven). Amherst, New York: Prometheus Books (2007). ISBN 978-1-59102-520-7
- Dzielska, Maria. Hypatia of Alexandria, Revealing Antiquity, 8. (angol nyelven) ford.: F. Lyra:. Cambridge, Massachusetts: Harvard University Press (1995). ISBN 978-0-674-43775-3 [eredeti lengyel kiadás: Hypatia z Aleksandrii, 1993]
- Haas, Christopher. Alexandria in Late Antiquity – Topography and Social Conflict, Ancient Society and History (angol nyelven). Baltimore, Maryland: The Johns Hopkins University Press (1997). ISBN 0-8018-5377-X
- Harich-Schwarzbauer, Henriette. Hypatia – Die spätantiken Quellen. Eingeleitet, kommentiert und interpretiert., Sapheneia, 16. (német nyelven). Bern: Peter Lang (2011). ISBN 978-3-0343-0699-7
- Watts, Edward J.. City and School in Late Antique Athens and Alexandria, Transformation of the Classical Heritage, 41. (angol nyelven). Berkeley, Kalifornia: University of California Press (2006). ISBN 978-0-520-24421-4
- Watts, Edward J.. Hypatia – The Life and Legend of an Ancient Philosopher, Women in Antiquity (angol nyelven). New York: Oxford University Press USA (2017). ISBN 978-0-19-021003-8

### Interneten
- Who Was Hypatia of Alexandria Really?. Tales of Times Forgotten (Spencer McDaniel). (Hozzáférés: 2018. augusztus 6.) (angolul)
- Cosmos #3. Hypatia and the library. Kiwi Hellenist (Dr Peter Gainsford). (Hozzáférés: 2018. december 12.) (angolul)
- Hypatia – What do we really know?. The Renaissance Mathematicus (Thony Christie). (Hozzáférés: 2019. január 9.) (angolul)
- The Great Myths 9: Hypatia of Alexandria. History for Atheists (Tim O'Neill). (Hozzáférés: 2020. július 5.) (angolul)
- Hüpatia (személy). Moly-enciklopédia [Magyar és idegen nyelvű könyvekből vett Hüpatiával kapcsolatos idézetek gyűjtőhelye is.]
- Az Alexandriai Könyvtár mítosza II. - Hüpátia élete és legendája. A „Quill & Ink History” YouTube-csatorna videójának magyar feliratos változata a Scriptorium Katolikus Hitvédelmi Műhelytől. (Hozzáférés: 2018. október 10.)